# Gobernador regional de Arica y Parinacota
El gobernador de la Región de Arica y Parinacota es la autoridad elegida por voto popular mediante sufragio universal para ejercer el gobierno de la Región de Arica y Parinacota, Chile, como su representante natural e inmediato en dicho territorio. Además participa en la administración de la región, como órgano que integra el Gobierno Regional de Arica y Parinacota.

## Historia
Una reforma constitucional del año 2017 dispuso la elección popular del órgano ejecutivo del gobierno regional, creando el cargo de gobernador regional y estableciendo una delegación presidencial regional, a cargo de un delegado presidencial regional, el cual representa al poder ejecutivo y supervisa las regiones en conjunto a los delegados presidenciales provinciales. Tras las primeras elecciones regionales en 2021, y cuando asumieron sus funciones los gobernadores regionales electos, el 14 de julio de 2021, el cargo de intendente desapareció.

## Atribuciones y competencias
Entre las labores que deberá cumplir, un gobernador regional se encuentran las siguientes:
- Asumir como Jefe de Servicio del Gobierno Regional (siendo representante judicial, nombramiento de funcionarios, etc).
- Tendrá competencias normativas, siendo la más relevante la de solicitar al Gobierno Central que le transfiera competencias radicadas en ministerios y servicios públicos, a su Gobierno Regional.
- Tendrá las atribuciones para planificar, como la política regional de desarrollo o el plan regional de ordenamiento territorial; otra labor de la que se deberá encargar es la del presupuesto regional.
- Tendrá que coordinar, supervigilar y fiscalizar a los servicios públicos que en el futuro puedan crearse, y que dependan o se relacionen con el Gobierno Regional.

## Gobernadores de la Región de Arica y Parinacota
| N°. | Gobernador(a) | Gobernador(a)                | Partido | Partido | Inicio                  | Final                   |
| --- | ------------- | ---------------------------- | ------- | ------- | ----------------------- | ----------------------- |
| 1.º |               | Jorge Díaz Ibarra            |         | PDC     | 14 de julio de 2021     | 15 de noviembre de 2024 |
| -   |               | Siboney Sanzana Guerrero (s) |         | PDC     | 15 de noviembre de 2024 | 21 de noviembre de 2024 |
| 2.º |               | Romina Cifuentes González    |         | PRCh    | 21 de noviembre de 2024 | 6 de enero de 2025      |
| 3.° |               | Diego Paco Mamani            |         | RN      | 6 de enero de 2025      | En el cargo             |